# Jerky Turkey

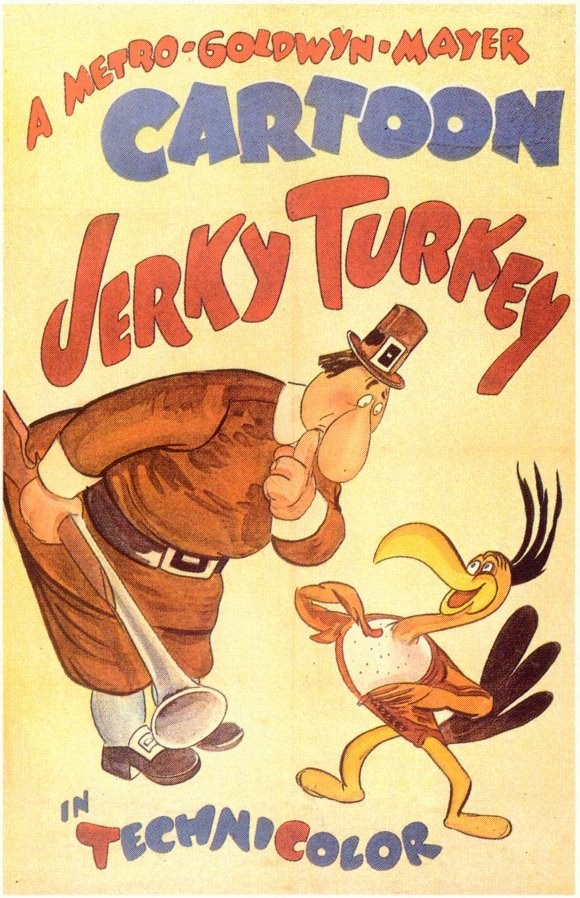
Affiche du film Jerky Turkey (1945).

Jerky Turkey est un dessin animé de Tex Avery réalisé en avril 1945 pour la Metro-Goldwyn-Mayer. Il évoque l'arrivée des pères pèlerins en 1620 à Plymouth Rock à travers quelques épisodes historiques, puis les déboires d'un chasseur avec une dinde, animal traditionnellement consommé à la fête du Thanksgiving aux États-Unis.

## Résumé
En l'an 1620 7⁄8, des pèlerins se dirigent vers Plymouth Rock, à bord du bateau Mayflower caricaturé, qui comporte un certain nombre d'anachronismes datant de la Seconde Guerre mondiale, tels qu'un pont d'artillerie de la marine, une plaque signalétique de Henry J. Kaiser et une carte de rationnement du carburant. Le roc de Plymouth ressemble à une poule en pierre (jeu de mots avec la poule de Plymouth). Ils arrivent environné d'une flotte de navires de guerre modernes. Ils établissent une colonie, où ils se séparent rapidement en « Ye Democrats » et « Ye Republicans » (« Ye » signifiant « The » en anglais ancien). Les pèlerins font tous la queue pour des cigarettes (certains sont des caricatures de l'équipe d'animation d'Avery), tandis que le crieur public se lamente d'être devenu éligible à la conscription, avec à la main la carte portant la mention « 1-A » (code de l'armée U.S. qui signifie : bon pour le service).
Un pèlerin bedonnant à la tête en forme de poire, doté d'un nez énorme et qui s'exprime avec les manières de Bill Thompson (ici imité parce qu'il a été mobilisé et n'était pas disponible) sort de sa caravane délabrée (de 1945 !) et part à la recherche d'une dinde pour le dîner de Thanksgiving. Alerté, un dindon sort de « La Maison des sept glouglous » et court découvrir son (super)marché noir caché derrière un décor (le nom en V.O. House of the Seven Gobbles fait référence au roman gothique La Maison aux sept pignons —The House of the Seven Gables) et, voyant une proie facile, tout en s'exprimant en imitant Jimmy Durante, il s'offre au pèlerin façon paquet-cadeau. C'est le point de départ d'une série de gags rapides qui bouleversent toutes les lois de la physique (même celles d'un dessin animé conventionnel), le dindon prenant constamment le dessus sur son adversaire de plus en plus confus et frustré.
Les deux personnages finissent cependant par se réconcilier et décident de « manger chez Joe », en suivant les conseils d'un « ours-sandwich » portant un panneau publicitaire pour son restaurant à grillade, qui apparaît tout au long du court-métrage. Lorsqu'ils arrivent chez Joe, la porte se referme d'un coup. On entend des bruits de coups et de fracas, puis Joe l'ours sort du restaurant sans son panneau ; dans son dos, un tatouage indique « Je suis Joe ». L'ours sourit et se cure les dents, tandis que le dindon et le pèlerin avalés boudent dans l'estomac de l'ours. Le pèlerin termine le dessin dessinée en brandissant un petit panneau de son cru : « Ne mangez pas chez Joe ».

## Fiche technique
Source IMDb
- Réalisation : Tex Avery
- Scénario : Heck Allen
- Producteur : Fred Quimby (et non crédité : William Hanna)
- Distribution : 7 avril 1945 : Metro-Goldwyn-Mayer  (cinéma)
- Format : Couleurs Technicolor, 1,37:1 - 35 mm, son mono (Western Electric Sound System), procédé cinématographique : sphérique
- Musique : Scott Bradley
- Pays d'exploitation : États-Unis
- Durée : 7 minutes
- Langue : Anglais
- Dates de sortie :
  - États-Unis : 30 mars 1945 (sortie limitée)
  - États-Unis : 7 avril 1945

### Animation
- Ray Abrams : animateur
- Preston Blair : animateur
- Ed Love : animateur
- Irven Spence : animateur (non crédité)
- John Didrik Johnsen : artiste arrière-plan (non crédité)
- Claude Smith : concepteur des personnages et préparation (non crédité)

## Distribution
Voix originales :
- Tex Avery : la vigie parmi les corbeaux dans le nid-de-pie, l'appel au dindon, le cri d'appel du dindon, le pèlerin[4],[5],[6]

- Bill Thompson : le pèlerin (le chasseur du dindon)

- Patrick McGeehan (en) : deux natifs « indiens » d'Amérique (un grand chef et un sang-mêlé)

- Frank Graham : pèlerin junior

- Leone LeDoux : pleurs du crieur public

- Wally Maher (en) : le dindon parlant à la manière de Jimmy Durante[7],[8]

## À propos du dessin animé
- Les sources Internet affirmant que Daws Butler a fourni une voix sont incorrectes car il n'est arrivé à Hollywood qu'après la Seconde Guerre mondiale[9]. Il a fait sa première apparition vocale dans le Little Rural Riding Hood (1949) en tant que voix du loup de la ville.

- Jerky Turkey est l'un des six dessins animés de la MGM dans le domaine public. Les autres sont The Discontented Canary. (1934), The Calico Dragon. (1935), To Spring. (1936), Bosko's Easter Eggs (1937), et Doggone Tired. (1949).

- Les voix étaient assurées par les acteurs de la radio Wally Maher, qui avait déjà fait la voix de Screwy Squirrel, et Leone LeDoux[10] qui était spécialisée dans les cris de bébé.

- Le dindon du court métrage était prévu pour avoir un caméo dans Who Framed Roger Rabbit mais il a été abandonné pour des raisons inconnues. Cependant, on peut le voir dans les storyboards de la scène supprimée des « funérailles d'Acme ».